# New Stanton
New Stanton é um distrito localizado no estado norte-americano de Pensilvânia, no Condado de Westmoreland.
New Stanton é também chamada apenas Stanton e ficou famosa no filme "Incontrolável" de 2010 do diretor Tony Scott , com Denzel Washington e Chris Pine. 

## Demografia
Segundo o censo norte-americano de 2000, a sua população era de 1906 habitantes.
Em 2006, foi estimada uma população de 2086, um aumento de 180 (9.4%).

## Geografia
De acordo com o United States Census Bureau tem uma área de
10,3 km², dos quais 10,2 km² cobertos por terra e 0,1 km² cobertos por água.

## Localidades na vizinhança
O diagrama seguinte representa as localidades num raio de 8 km ao redor de New Stanton.